# Johann Philipp Käfer
Johann Philipp Käfer (* 21. April 1672 in Schney; † 24. Januar 1728 in Pforzheim) war ein deutscher Barockkomponist, Organist und Kapellmeister.

## Leben
Johann Philipp Käfer war seit 1692 Hoforganist des Herzogs Heinrich in Römhild. Von 1718 bis 1722 war er Nachfolger von Giuseppe Boniventi (1670–1727), einem Schüler Giovanni Legrenzis als Hofkapellmeister der Markgräflich Badischen Hofkapelle in der Markgrafschaft Baden-Durlach. Für den badischen Hof in Durlach komponierte er zusammen mit seinem Sohn Johann Käfer jun. diverse Opern.
1722 kam es wegen Gehalts- und Urlaubsfragen zum Streit mit Markgraf Karl, was zur Entlassung Käfers führte. Sein Nachfolger wurde Johann Melchior Molter.
Später lebte Käfer in Pforzheim, wo er als Musiklehrer wirkte.

## Werk
Käfer komponierte neben Kantaten, Sonaten zu vier Instrumenten, die Suite Musicalische Battaille, sowie eine Reihe heute kaum noch bekannter und zum Teil auch nicht mehr erhaltener Bühnenstücke.
- Der durch sein Siegen bezwungene Hercules (uraufgeführt 1716 in Durlach)
- Iphigenia (uraufgeführt 1716 in Durlach)
- Die erste Königin derer Amazonen Marthesia (uraufgeführt 1717 in Durlach)
- Ixion (uraufgeführt 1718 in Durlach)